# Selección femenina de rugby 7 de Irlanda
La selección femenina de rugby 7 de Irlanda  fue el equipo femenino en la modalidad de rugby 7 regulado por Irish Rugby Football Union, que representó a Irlanda en competencias internacionales de la modalidad. 
Es un combinado binacional que alcanza a los países de la isla de Irlanda, es decir, República de Irlanda e Irlanda del Norte.
En mayo de 2025, la IRFU desmanteló el programa al final de la temporada 2024/25, insistiendo en que la medida formaba parte de un esfuerzo estratégico más amplio para garantizar la sostenibilidad financiera a largo plazo de la IRFU.

## Participación en copas
| - Dubái 2009: no clasificó - Moscú 2013: 7º puesto - San Francisco 2018: 6º puesto - Ciudad del Cabo 2022: 7º puesto - Clasificatorio a Río 2016: Semifinalista - Río 2016: no clasificó - Tokio 2020: no clasificó - París 2024: 8º puesto | - Serie Mundial 12-13: 11º puesto (12 pts) - Serie Mundial 13-14: 13º puesto (11 pts) - Serie Mundial 14-15: no clasificó - Serie Mundial 15-16: 12º puesto (11 pts) - Serie Mundial 16-17: 9º puesto (34 pts) - Serie Mundial 17-18: 10º puesto (29 pts) - Serie Mundial 18-19: 8º puesto (41 pts) - Serie Mundial 19-20: 10º puesto (15 pts) - Serie Mundial 21-22: 4º puesto (60 pts) - Serie Mundial 22-23: 5º puesto (74 pts) - SVNS 23-24: 6º puesto - SVNS 24-25: 11º puesto |

## Palmarés
- Serie Mundial:
  - Seven de Australia: 2024